# 吕比亚克
吕比亚克（法語：Lubilhac，法語發音：[lybijak]）是法国上卢瓦尔省的一个市镇，位于该省西北部，属于布里尤德区。

## 地理
吕比亚克（45°15'10"N, 3°14'40"E）面积24.09 平方千米，位于法国奥弗涅-罗讷-阿尔卑斯大区上盧瓦爾省，该省份为法国中南部省份，北起多姆山省和卢瓦尔省，西接康塔爾省，南至洛泽尔省，东临阿尔代什省。
与吕比亚克接壤的市镇（或旧市镇、城区）包括：拉沙佩勒洛朗、马西亚克、格勒尼耶-蒙贡、梅克尔、圣博齐尔、布里尤德附近圣瑞斯特。
吕比亚克的时区为UTC+01:00、UTC+02:00（夏令时）。

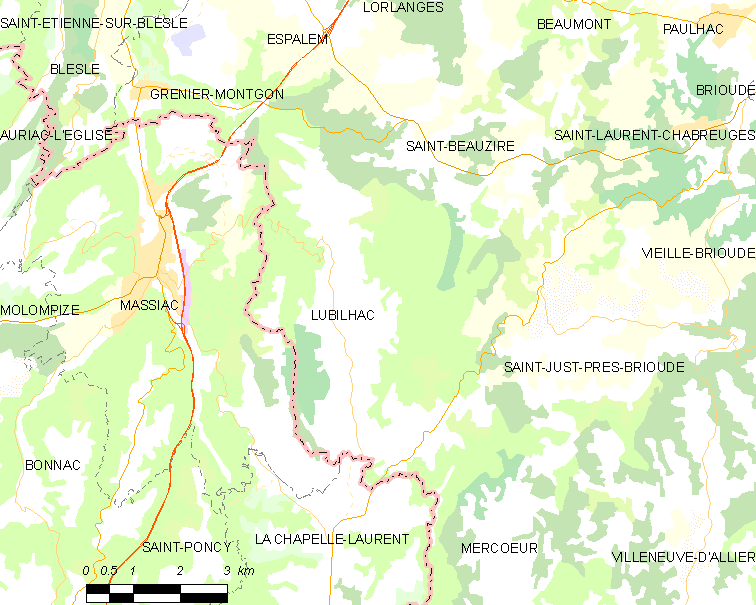
吕比亚克的OSM定位图

## 行政
吕比亚克的邮政编码为43100，INSEE市镇编码为43125。

## 政治
吕比亚克所属的省级选区为拉法耶特地区县。

## 交通
上卢瓦尔省省道D12线、D17线和D175线经过境内。

## 人口

1962-2008年间吕比亚克人口变化图示

吕比亚克于2022年1月1日时的人口数量为102人。